# Shawn McEachern
Pour les articles homonymes, voir McEachern.
Shawn McEachern (né le 28 février 1969 à Waltham dans le Massachusetts aux États-Unis) est un joueur professionnel de hockey sur glace. Il évolue en tant que professionnel entre 1991 et 2006. Il remporte la Coupe Stanley avec les Penguins de Pittsburgh de la Ligue nationale de hockey lors de sa première saison professionnelle. Après une autre saison chez les Penguins, il joue pour différentes franchises de la ligue: les Kings de Los Angeles, les Bruins de Boston, les Sénateurs d'Ottawa ainsi que les Thrashers d'Atlanta.

## Biographie

### Débuts juniors
Shawn McEachern né à  Waltham dans le Massachusetts aux États-Unis le 28 février 1969. Il rejoint l'équipe des Matignon Warriors en 1985-1986 dans le championnat High school de l'État. À la fin de sa deuxième saison, il est sélectionné par les Penguins de Pittsburgh lors du repêchage d'entrée dans la Ligue nationale de hockey de repêchage d'entrée dans la LNH 1987 : cent-dixième joueur sélectionné, il continue ses études et joue encore une saison avec les Warriors. Il rejoint par la suite le championnat universitaire et les Terriers de l'Université de Boston. En 1990-1991, McEachern aide les Terriers à remporter le titre de la division Est du championnat NCAA, Hockey East ; il réalise une passe décisive pour un but de Tony Amonte puis inscrit le but de la victoire lors de finale contre les Black Bears du Maine en trompant Garth Snow en prolongation. McEachern et les siens perdent en finale contre les Wildcats de Northern Michigan alors que trois prolongations sont nécessaires pour voir le quinzième but de la partie inscrit par Darryl Plandowski pour les Wildcats. Avec 34 buts et 48 passes décisives, il est le meilleur pointeur de l'équipe et est également désigné dans l'équipe type des joueurs américains
Il rejoint par la suite l'équipe des États-Unis qui prépare les Jeux olympiques de 1992. Il joue ainsi d'abord le championnat du monde 1991 puis participe avec l'équipe nationale à des rencontres amicales de préparation contre différentes équipes. Lors du championnat du monde qui se joue en Finlande, l'équipe américaine se classe quatrième de la première phase derrière, dans l'ordre du classement, l'URSS, la Suède et enfin le Canada. Les quatre nations débutent la seconde phase avec une remise à zéro de tous les résultats mais les États-Unis perdent les trois rencontres pour finir quatrième du tournoi. McEachern participe à dix rencontres lors du championnat et inscrit trois buts et deux passes.
Fin janvier 1992, alors qu'il est le meilleur pointeur de l'équipe nationale, il signe un contrat de plusieurs saisons avec les Penguins pour rejoindre la franchise de la LNH après les Jeux olympiques. Les Jeux se jouent à Albertville en France et les Américains terminent premiers de la première phase avec neuf points. McEachern inscrit son premier but du tournoi lors de la quatrième rencontre, une victoire contre la Pologne par blanchissage 3-0 avec Ray LeBlanc dans les buts ; il permet aux États-Unis d'ouvrir le score vers la fin du deuxième tiers-temps. Premiers du groupe, les Américains remportent leur quart-de-finale 4-1 contre la France mais perdent en demi-finale contre l'Équipe unifiée 5-2. Ils perdent également le match pour la médaille de bronze 6-1 contre la Tchécoslovaquie alors que McEachern ne compte comme unique point du tournoi celui du but contre la Pologne.

### Carrière professionnelle
À la suite des Jeux olympiques, McEachern rejoint les Penguins pour la fin de la saison 1991-1992. L'équipe est alors championne en titre de la Coupe Stanley et est emmenée par des joueurs comme Mario Lemieux, Jaromír Jágr, Ron Francis en attaque ou encore Tom Barrasso dans les buts. McEachern joue quinze rencontres de la fin du calendrier et réalise quatre passes décisives. L'équipe termine troisième de la division Patrick et sont qualifiés pour les séries. Ils éliminent au premier tour les Capitals de Washington en sept rencontres puis jouent au deuxième tour contre les Rangers de New York. McEachern inscrit le troisième but de son équipe lors du sixième et dernier match de la série, une victoire 5-1. En finale d'association, les Penguins rencontrent les Bruins de Boston qu'ils éliminent en quatre matchs avec un but du joueur du Massachusetts lors du premier match. Grâce à ce but, il permet à sa franchise de revenir au score et de jouer la prolongation avant un but victorieux de Jágr. Finalement, les Penguins remportent une deuxième Coupe Stanley en éliminant en finale les Blackhawks de Chicago également en quatre rencontres.
Le 29 juin 2002, il rejoint la franchise des Thrashers d'Atlanta en retour de Brian Pothier. Il devient alors le nouveau capitaine de l'équipe, poste qu'il gardera pendant deux saisons. Au cours de la saison 2003-2004, il est le deuxième meilleur pointeur de l'équipe derrière Ilia Kovaltchouk : ce dernier compte 87 points contre 55 pour McEachern.
Il devient agent libre le 1er juillet 2004 et lors du lock-out de la saison 2004-2005 de la LNH, il joue six matchs à la fin du championnat 2004-2005 de Suède avec Malmö IF. L'équipe termine à la douzième et dernière place du classement puis joue dix matchs pour le maintien en Élite ; avec quatre victoires, trois nuls et trois défaites, Malmö ne se classe que troisième et est relégué en Allsvenskan pour la saison suivante,. Le 27 août 2006, il annonce qu'il arrête sa carrière.
Il vit actuellement dans sa ville natale où il est un des acteurs du hockey de la ville. Après sa carrière de joueur, il devient entraîneur des Northeastern Huskies, l'équipe de ses études.

## Statistiques

### Statistiques en club
McEachern a marqué à deux reprises plus de 30 buts en une saison et en 2000-2001, il réalise sa meilleure saison avec 32 buts et 40 passes alors qu'il joue avec les Sénateurs.
| 1985-1986  | Matignon Warriors      | High S.    | 20  | 32  | 20  | 52  |     |    |    |    |    |    |
| 1986-1987  | Matignon Warriors      | High S.    | 16  | 29  | 28  | 57  |     |    |    |    |    |    |
| 1987-1988  | Matignon Warriors      | High S.    | 22  | 52  | 40  | 92  |     |    |    |    |    |    |
| 1988-1989  | Terriers de Boston     | NCAA       | 36  | 20  | 28  | 48  | 32  |    |    |    |    |    |
| 1989-1990  | Terriers de Boston     | NCAA       | 43  | 25  | 31  | 56  | 78  |    |    |    |    |    |
| 1990-1991  | Terriers de Boston     | NCAA       | 41  | 34  | 48  | 82  | 43  |    |    |    |    |    |
| 1991-1992  | Équipe des États-Unis  | Int.       | 57  | 26  | 23  | 49  | 38  |    |    |    |    |    |
| 1991-1992  | Penguins de Pittsburgh | LNH        | 15  | 0   | 4   | 4   | 0   | 19 | 2  | 7  | 9  | 4  |
| 1992-1993  | Penguins de Pittsburgh | LNH        | 84  | 28  | 33  | 61  | 46  | 12 | 3  | 2  | 5  | 10 |
| 1993-1994  | Kings de Los Angeles   | LNH        | 49  | 8   | 13  | 21  | 24  |    |    |    |    |    |
| 1993-1994  | Penguins de Pittsburgh | LNH        | 27  | 12  | 9   | 21  | 10  | 6  | 1  | 0  | 1  | 2  |
| 1994-1995  | Kiekko-Espoo           | SM-liiga   | 8   | 1   | 3   | 4   | 6   |    |    |    |    |    |
| 1994-1995  | Penguins de Pittsburgh | LNH        | 44  | 13  | 13  | 26  | 22  | 11 | 0  | 2  | 2  | 8  |
| 1995-1996  | Bruins de Boston       | LNH        | 82  | 24  | 29  | 53  | 34  | 5  | 2  | 1  | 3  | 8  |
| 1996-1997  | Sénateurs d'Ottawa     | LNH        | 65  | 11  | 20  | 31  | 18  | 7  | 2  | 0  | 2  | 8  |
| 1997-1998  | Sénateurs d'Ottawa     | LNH        | 81  | 24  | 24  | 48  | 42  | 11 | 0  | 4  | 4  | 8  |
| 1998-1999  | Sénateurs d'Ottawa     | LNH        | 77  | 31  | 25  | 56  | 46  | 4  | 2  | 0  | 2  | 6  |
| 1999-2000  | Sénateurs d'Ottawa     | LNH        | 69  | 29  | 22  | 51  | 24  | 6  | 0  | 3  | 3  | 4  |
| 2000-2001  | Sénateurs d'Ottawa     | LNH        | 82  | 32  | 40  | 72  | 62  | 4  | 0  | 2  | 2  | 2  |
| 2001-2002  | Sénateurs d'Ottawa     | LNH        | 80  | 15  | 31  | 46  | 52  | 12 | 0  | 4  | 4  | 2  |
| 2002-2003  | Thrashers d'Atlanta    | LNH        | 46  | 10  | 16  | 26  | 28  |    |    |    |    |    |
| 2003-2004  | Thrashers d'Atlanta    | LNH        | 82  | 17  | 38  | 55  | 76  |    |    |    |    |    |
| 2004-2005  | Malmö IF               | Elitserien | 6   | 0   | 1   | 1   | 14  | 10 | 1  | 1  | 2  | 12 |
| 2005-2006  | Bruins de Boston       | LNH        | 28  | 2   | 6   | 8   | 22  |    |    |    |    |    |
| 2005-2006  | Bruins de Providence   | LAH        | 10  | 2   | 4   | 6   | 6   |    |    |    |    |    |
| Totaux LNH | Totaux LNH             | Totaux LNH | 911 | 256 | 323 | 579 | 506 | 97 | 12 | 25 | 37 | 62 |

### Statistiques en équipe nationale
| Année     | Équipe     | Évènement            |    | PJ | B | A | Pts | Pun             |  | Résultat |
| 1990-1991 | États-Unis | Championnat du monde | 10 | 3  | 2 | 5 | 6   | Quatrième place |  |          |
| 1991-1992 | États-Unis | Jeux olympiques      | 8  | 1  | 0 | 1 | 10  | Quatrième place |  |          |
| 1996-1997 | États-Unis | Coupe du monde       | 1  | 0  | 1 | 1 | 0   | Première place  |  |          |